# Pygommatius talus
Pygommatius talus là một loài ruồi trong họ Asilidae. Pygommatius talus được Scarbrough & Marascia miêu tả năm 2003.